# 四色旗
四色旗是指由四種顏色組成的旗幟，且格式樣式不限。

## 設計
四色旗的設計包含最傳統的條文式設計以及其他相關變體，主要列舉下面旗幟做為參考。

## 條紋式
| 模里西斯國旗 |
| 模里西斯國旗 |

| 甘比亞國旗 |
| 甘比亞國旗 |

## 變體
| 漢志國旗 |
| 漢志國旗 |

| 阿扎瓦德阿拉伯國旗 |
| 阿扎瓦德阿拉伯國旗 |